# کوه تیانمو
کوه تیانمو (به لاتین: Tianmu Mountain) یک رشته‌کوه و منطقه حفاظت‌شده در چین است که در چجیانگ واقع شده‌است. کوه تیانمو ۱٬۵۰۶ متر بالاتر از سطح دریا واقع شده‌است.